# Knock Castle (Skye)
Knock Castle, auch als Caisteal Chamuis (Castle Camus) bezeichnet, ist eine Burg auf der schottischen Insel Skye. Sie liegt an der Ostküste der Halbinsel Sleat, etwa acht Kilometer nördlich des Ortes Armadale, am Ostrand einer kleinen Bucht, die ebenfalls den Namen 'Knock' trägt.

## Geschichte
Über die Entstehungsgeschichte ist wenig bekannt, vermutlich steht die Anlage auf den Fundamenten eines eisenzeitlichen Dun mit Namen Horavaig. Ursprünglich im Besitz des Clans der MacLeod wurde sie, nach Erbstreitigkeiten, gemeinsam mit der Burg Dun Sgathaich von Donald MacDonald erobert. Um 1513 versuchte Alasdair Crotach MacLeod, die Burg für seinen Clan zurückzuerobern, doch er scheiterte am Verhalten von Mary MacDonald (Mary of the Castle), und die Burg verblieb weiterhin im Besitz der MacDonalds. Hiervon berichtet eine schottische Ballade.
In den folgenden Jahren wurde die Burg erweitert und 1596 in größerem Maße umgebaut. 1632 sicher noch bewohnt, wurde sie spätestens 1689 verlassen. Die Steine wurden zum Bau von Häusern in der Umgebung verwendet. Heute sind nur noch Ruinen vorhanden. Knock Castle ist der Liste der Scheduled Monuments eingetragen und steht somit unter Denkmalschutz.

## Mythologisches
Auf der Burg soll ein Geist in Form eines 'Gruagach' umgehen. Er hat das Erscheinungsbild einer grünen Frau und soll dem Besitzer der Burg zukünftige Ereignisse anzeigen können: Der Geist wirkt glücklich, wenn positive Ereignisse ins Haus stehen und weint, wenn Schlimmes droht. Außerdem wird noch von einem 'glaistig' erzählt, der sich um das Wohlergehen des Viehs gekümmert haben soll.